# Celleporaria trituberculata
Celleporaria trituberculata är en mossdjursart som först beskrevs av Ortmann 1890.  Celleporaria trituberculata ingår i släktet Celleporaria och familjen Lepraliellidae. Inga underarter finns listade i Catalogue of Life.